# Parafia Niepokalanego Serca Najświętszej Maryi Panny w Polance Wielkiej
Parafia pod wezwaniem Niepokalanego Serca Najświętszej Maryi Panny w Polance Wielkiej – parafia rzymskokatolicka znajdująca się w Polance Wielkiej. Należy do dekanatu Osiek diecezji bielsko-żywieckiej. 

## Historia
Kościół pw. Niepokalanego Serca NMP w Polance Wielkiej wybudowano wraz z Diecezjalnym Domem Charytatywnym im. Jana Pawła II w 1981. Parafia tymczasowa została ustanowiona w 1993, a parafię erygowano w 1999.

## Proboszczowie
- ks. Jerzy Wojciechowski(1999–2008)[2]
- ks. Piotr Pokojnikow (2008–2015)[3][4]
- ks. Andrzej Woźniak (2015–2022)[5]
- ks. Stanisław Pindel (od 2022)[6]